# Ster van Bessèges 2014
De 44e editie van de Ster van Bessèges was een wielerwedstrijd van 5 tot en met 9 februari 2014 met start in Bellegarde en finish in Alès. De ronde maakte deel uit van de UCI Europe Tour 2014, in de wedstrijdcategorie 2.1. De uittredend winnaar was de Fransman Jonathan Hivert. Dit jaar won de Zweed Tobias Ludvigsson.

## Deelnemende ploegen
| WorldTour        | ProContinentaal              | Continentaal            |
| ---------------- | ---------------------------- | ----------------------- |
| AG2R-La Mondiale | Bretagne-Séché Environnement | BigMat-Auber 93         |
| Europcar         | Cofidis                      | La Pomme Marseille 13   |
| FDJ.fr           | Bardiani CSF                 | Roubaix Lille Métropole |
| Giant-Shimano    | Caja Rural                   | An Post-Chainreaction   |
| Lotto-Belisol    | CCC Polsat Polkowice         | Itera-Katjoesja         |
|                  | Colombia                     | Vérandas Willems        |
|                  | Topsport Vlaanderen-Baloise  | Wallonie-Bruxelles      |
|                  | Wanty-Groupe Gobert          |                         |

## Etappe-overzicht
| etappe | datum      | start      | finish           | afstand     | winnaar           | klassementsleider |
| ------ | ---------- | ---------- | ---------------- | ----------- | ----------------- | ----------------- |
| 1e     | 5 februari | Bellegarde | Beaucaire        | 154 km      | Sander Helven     | Sander Helven     |
| 2e     | 6 februari | Nîmes      | Saint-Ambroix    | 149 km      | Nacer Bouhanni    | Sander Helven     |
| 3e     | 7 februari | Bessèges   | Bessèges         | 152 km      | Bryan Coquard     | Sander Helven     |
| 4e     | 8 februari | Goudargues | Laudun-l'Ardoise | 156 km      | Bryan Coquard     | Sander Helven     |
| 5e     | 9 februari | Alès       | Alès             | 11 km (ITT) | Tobias Ludvigsson | Tobias Ludvigsson |

## Etappe-uitslagen

### 1e etappe
| Bellegarde - Beaucaire (154 km) |                     |                              |          |
| Plaats                          | Naam                | Ploeg                        | Tijd     |
| Winnaar                         | Sander Helven       | Topsport Vlaanderen-Baloise  | 3u27'02" |
| 2                               | Laurens De Vreese   | Wanty-Groupe Gobert          | z.t.     |
| 3                               | Benoît Jarrier      | Bretagne-Séché Environnement | z.t.     |
| 4                               | Boris Dron          | Wallonie-Bruxelles           | z.t.     |
| 5                               | Michael Goolaerts   | Vérandas Willems             | z.t.     |
| 6                               | Marcus Christie     | An Post-Chainreaction        | + 0'04"  |
| 7                               | John Degenkolb      | Giant-Shimano                | + 0'22"  |
| 8                               | Tom Van Asbroeck    | Topsport Vlaanderen-Baloise  | z.t.     |
| 9                               | Jawhen Hoetarovitsj | AG2R-La Mondiale             | z.t.     |
| 10                              | Kenneth Vanbilsen   | Topsport Vlaanderen-Baloise  | z.t.     |
|                                 |                     |                              |          |
| 33                              | Wesley Kreder       | Wanty-Groupe Gobert          | + 0'22"  |

| Algemeen klassement |                     |                              |          |
| Plaats              | Naam                | Ploeg                        | Tijd     |
| Oranje trui         | Sander Helven       | Topsport Vlaanderen-Baloise  | 3u26'50" |
| 2                   | Laurens De Vreese   | Wanty-Groupe Gobert          | + 0'05"  |
| 3                   | Benoît Jarrier      | Bretagne-Séché Environnement | z.t.     |
| 4                   | Boris Dron          | Wallonie-Bruxelles           | + 0'12"  |
| 5                   | Michael Goolaerts   | Vérandas Willems             | z.t.     |
| 6                   | Marcus Christie     | An Post-Chainreaction        | + 0'16"  |
| 7                   | John Degenkolb      | Giant-Shimano                | + 0'34"  |
| 8                   | Tom Van Asbroeck    | Topsport Vlaanderen-Baloise  | z.t.     |
| 9                   | Jawhen Hoetarovitsj | AG2R-La Mondiale             | z.t.     |
| 10                  | Kenneth Vanbilsen   | Topsport Vlaanderen-Baloise  | z.t.     |
|                     |                     |                              |          |
| 33                  | Wesley Kreder       | Wanty-Groupe Gobert          | + 0'34"  |

### 2e etappe
| Nîmes - Saint-Ambroix (149 km) |                     |                              |          |
| Plaats                         | Naam                | Ploeg                        | Tijd     |
| Winnaar                        | Nacer Bouhanni      | FDJ.fr                       | 3u32'55" |
| 2                              | John Degenkolb      | Giant-Shimano                | z.t.     |
| 3                              | Jawhen Hoetarovitsj | AG2R-La Mondiale             | z.t.     |
| 4                              | Romain Feillu       | Bretagne-Séché Environnement | z.t.     |
| 5                              | Bryan Coquard       | Europcar                     | z.t.     |
| 6                              | Jelle Mannaerts     | Vérandas Willems             | z.t.     |
| 7                              | Benjamin Giraud     | La Pomme Marseille           | z.t.     |
| 8                              | Kenneth Vanbilsen   | Topsport Vlaanderen-Baloise  | z.t.     |
| 9                              | Jempy Drucker       | Wanty-Groupe Gobert          | z.t.     |
| 10                             | Erwann Corbel       | Bretagne-Séché Environnement | z.t.     |
|                                |                     |                              |          |
| 55                             | Wesley Kreder       | Wanty-Groupe Gobert          | z.t.     |

| Algemeen klassement |                     |                              |          |
| Plaats              | Naam                | Ploeg                        | Tijd     |
| Oranje trui         | Sander Helven       | Topsport Vlaanderen-Baloise  | 6u59'45" |
| 2                   | Laurens De Vreese   | Wanty-Groupe Gobert          | + 0'05"  |
| 3                   | Benoît Jarrier      | Bretagne-Séché Environnement | z.t.     |
| 4                   | Boris Dron          | Wallonie-Bruxelles           | + 0'12"  |
| 5                   | Marcus Christie     | An Post-Chainreaction        | + 0'16"  |
| 6                   | Nacer Bouhanni      | FDJ.fr                       | + 0'24"  |
| 7                   | John Degenkolb      | Giant-Shimano                | + 0'28"  |
| 8                   | Jawhen Hoetarovitsj | AG2R-La Mondiale             | + 0'30"  |
| 9                   | Clément Koretzky    | Bretagne-Séché Environnement | + 0'32"  |
| 10                  | Axel Domont         | AG2R-La Mondiale             | + 0'33"  |
|                     |                     |                              |          |
| 38                  | Wesley Kreder       | Wanty-Groupe Gobert          | + 0'34"  |

### 3e etappe
| Bessèges - Bessèges (152 km) |                     |                              |          |
| Plaats                       | Naam                | Ploeg                        | Tijd     |
| Winnaar                      | Bryan Coquard       | Europcar                     | 3u45'11" |
| 2                            | Nacer Bouhanni      | FDJ.fr                       | z.t.     |
| 3                            | John Degenkolb      | Giant-Shimano                | z.t.     |
| 4                            | Benjamin Giraud     | La Pomme Marseille           | z.t.     |
| 5                            | Sonny Colbrelli     | Bardiani CSF                 | z.t.     |
| 6                            | Romain Feillu       | Bretagne-Séché Environnement | z.t.     |
| 7                            | Baptiste Planckaert | Roubaix Lille Métropole      | z.t.     |
| 8                            | Tom Van Asbroeck    | Topsport Vlaanderen-Baloise  | z.t.     |
| 9                            | Tosh Van der Sande  | Lotto-Belisol                | z.t.     |
| 10                           | Jempy Drucker       | Wanty-Groupe Gobert          | z.t.     |
|                              |                     |                              |          |
| 103                          | Roy Curvers         | Giant-Shimano                | + 0'08"  |

| Algemeen klassement |                     |                              |           |
| Plaats              | Naam                | Ploeg                        | Tijd      |
| Oranje trui         | Sander Helven       | Topsport Vlaanderen-Baloise  | 10u45'56" |
| 2                   | Benoît Jarrier      | Bretagne-Séché Environnement | + 0'05"   |
| 3                   | Boris Dron          | Wallonie-Bruxelles           | + 0'12"   |
| 4                   | Nacer Bouhanni      | FDJ.fr                       | + 0'18"   |
| 5                   | John Degenkolb      | Giant-Shimano                | + 0'24"   |
| 6                   | Bryan Coquard       | Europcar                     | z.t.      |
| 7                   | Arthur Vichot       | FDJ.fr                       | + 0'26"   |
| 8                   | Jawhen Hoetarovitsj | AG2R-La Mondiale             | + 0'30"   |
| 9                   | Rémy Di Grégorio    | La Pomme Marseille           | + 0'32"   |
| 10                  | Clément Koretzky    | Bretagne-Séché Environnement | + 0'33"   |
|                     |                     |                              |           |
| 68                  | Roy Curvers         | Giant-Shimano                | + 0'34"   |

### 4e etappe
| Goudargues - Laudun-l'Ardoise (156 km) |                   |                              |          |
| Plaats                                 | Naam              | Ploeg                        | Tijd     |
| Winnaar                                | Bryan Coquard     | Europcar                     | 3u41'28" |
| 2                                      | John Degenkolb    | Giant-Shimano                | z.t.     |
| 3                                      | Tony Gallopin     | Lotto-Belisol                | z.t.     |
| 4                                      | Sonny Colbrelli   | Bardiani CSF                 | z.t.     |
| 5                                      | Arthur Vichot     | FDJ.fr                       | z.t.     |
| 6                                      | Romain Feillu     | Bretagne-Séché Environnement | z.t.     |
| 7                                      | Carlos Quintero   | Colombia                     | z.t.     |
| 8                                      | Jempy Drucker     | Wanty-Groupe Gobert          | z.t.     |
| 9                                      | Björn Leukemans   | Wanty-Groupe Gobert          | z.t.     |
| 10                                     | Tobias Ludvigsson | Giant-Shimano                | z.t.     |
|                                        |                   |                              |          |
| 54                                     | Roy Curvers       | Giant-Shimano                | z.t.     |

| Algemeen klassement |                     |                              |           |
| Plaats              | Naam                | Ploeg                        | Tijd      |
| Oranje trui         | Sander Helven       | Topsport Vlaanderen-Baloise  | 14u27'24" |
| 2                   | Benoît Jarrier      | Bretagne-Séché Environnement | + 0'05"   |
| 3                   | Boris Dron          | Wallonie-Bruxelles           | + 0'12"   |
| 4                   | Bryan Coquard       | Europcar                     | + 0'14"   |
| 5                   | John Degenkolb      | Giant-Shimano                | + 0'18"   |
| 6                   | Nacer Bouhanni      | FDJ.fr                       | z.t.      |
| 7                   | Arthur Vichot       | FDJ.fr                       | + 0'26"   |
| 8                   | Clément Koretzky    | Bretagne-Séché Environnement | z.t.      |
| 9                   | Jawhen Hoetarovitsj | AG2R-La Mondiale             | + 0'28"   |
| 10                  | Tony Gallopin       | Lotto-Belisol                | + 0'30"   |
|                     |                     |                              |           |
| 67                  | Roy Curvers         | Giant-Shimano                | + 0'34"   |

### 5e etappe
| Alès - Alès (11 km (ITT)) |                    |                              |         |
| Plaats                    | Naam               | Ploeg                        | Tijd    |
| Winnaar                   | Tobias Ludvigsson  | Giant-Shimano                | 15'37"  |
| 2                         | Jérôme Coppel      | Cofidis                      | + 0'04" |
| 3                         | Sonny Colbrelli    | Bardiani CSF                 | + 0'11" |
| 4                         | Jérémy Roy         | FDJ.fr                       | + 0'14" |
| 5                         | Arthur Vichot      | FDJ.fr                       | + 0'15" |
| 6                         | John Degenkolb     | Giant-Shimano                | + 0'21" |
| 7                         | Tony Gallopin      | Lotto-Belisol                | + 0'27" |
| 8                         | Mateusz Taciak     | CCC Polsat Polkowice         | z.t.    |
| 9                         | Brice Feillu       | Bretagne-Séché Environnement | + 0'31  |
| 10                        | Cyril Gautier      | Europcar                     | + 0'33" |
|                           |                    |                              |         |
| 15                        | Frederik Veuchelen | Wanty-Groupe Gobert          | + 0'36" |
| 22                        | Albert Timmer      | Giant-Shimano                | + 0'43" |

## Eindklassementen
| Plaats      | Naam               | Ploeg                        | Tijd      |
| ----------- | ------------------ | ---------------------------- | --------- |
| Oranje trui | Tobias Ludvigsson  | Giant-Shimano                | 14u43'35" |
| 2           | Jérôme Coppel      | Cofidis                      | + 0'04"   |
| 3           | John Degenkolb     | Giant-Shimano                | + 0'05"   |
| 4           | Benoît Jarrier     | Bretagne-Séché Environnement | + 0'07"   |
| 5           | Arthur Vichot      | FDJ.fr                       | z.t.      |
| 6           | Jérémy Roy         | FDJ.fr                       | + 0'14"   |
| 7           | Tony Gallopin      | Lotto-Belisol                | + 0'23"   |
| 8           | Rein Taaramäe      | Cofidis                      | + 0'33"   |
| 9           | Frederik Veuchelen | Wanty-Groupe Gobert          | + 0'36"   |
| 10          | Sander Helven      | Topsport Vlaanderen-Baloise  | z.t.      |
| 11          | Davide Rebellin    | CCC Polsat Polkowice         | + 0'37"   |
| 12          | Maxime Monfort     | Lotto-Belisol                | + 0'39"   |
| 13          | Boris Dron         | Wallonie-Bruxelles           | + 0'40"   |
| 14          | Stefano Pirazzi    | Bardiani CSF                 | + 0'42"   |
| 15          | Bryan Coquard      | Europcar                     | z.t.      |
| 16          | Romain Sicard      | Europcar                     | z.t.      |
| 17          | Bryan Naulleau     | Europcar                     | + 0'43"   |
| 18          | Bart De Clercq     | Lotto-Belisol                | + 0'44"   |
| 19          | Carlos Quintero    | Colombia                     | + 0'47"   |
| 20          | Dries Devenyns     | Giant-Shimano                | + 0'48"   |
|             |                    |                              |           |
| 61          | Roy Curvers        | Giant-Shimano                | + 1'44"   |

| Plaats    | Naam           | Ploeg                        | Punten |
| --------- | -------------- | ---------------------------- | ------ |
| Gele trui | John Degenkolb | Giant-Shimano                | 65     |
| 2         | Nacer Bouhanni | FDJ.fr                       | 62     |
| 3         | Romain Feillu  | Bretagne-Séché Environnement | 34     |
|           |                |                              |        |
| 4         | Sander Helven  | Topsport Vlaanderen-Baloise  | 29     |

| Plaats      | Naam             | Ploeg                        | Punten |
| ----------- | ---------------- | ---------------------------- | ------ |
| Blauwe trui | Clément Koretzky | Bretagne-Séché Environnement | 28     |
| 2           | Arthur Vichot    | FDJ.fr                       | 22     |
| 3           | Rémy Di Grégorio | La Pomme Marseille           | 20     |
|             |                  |                              |        |
| 8           | Sander Helven    | Topsport Vlaanderen-Baloise  | 6      |
| 12          | Albert Timmer    | Giant-Shimano                | 4      |

| Plaats     | Naam              | Ploeg                       | Punten    |
| ---------- | ----------------- | --------------------------- | --------- |
| Witte trui | Tobias Ludvigsson | Giant-Shimano               | 14u43'35" |
| 2          | Bryan Coquard     | Europcar                    | + 0'42"   |
| 3          | Yves Lampaert     | Topsport Vlaanderen-Baloise | + 0'48"   |

## Klassementenverloop
| Etappe       | Winnaar           | Algemeen klassement · | Puntenklassement · | Bergklassement ·  | Jongerenklassement · |
| ------------ | ----------------- | --------------------- | ------------------ | ----------------- | -------------------- |
| 1            | Sander Helven     | Sander Helven         | Sander Helven      | Laurens De Vreese | Michael Goolaerts    |
| 2            | Nacer Bouhanni    | Sander Helven         | Sander Helven      | Laurens De Vreese | Marcus Christie      |
| 3            | Bryan Coquard     | Sander Helven         | Nacer Bouhanni     | Arthur Vichot     | Bryan Coquard        |
| 4            | Bryan Coquard     | Sander Helven         | John Degenkolb     | Clément Koretzky  | Bryan Coquard        |
| 5            | Tobias Ludvigsson | Tobias Ludvigsson     | John Degenkolb     | Clément Koretzky  | Tobias Ludvigsson    |
| 0Eindstanden | 0Eindstanden      | Tobias Ludvigsson     | John Degenkolb     | Clément Koretzky  | Tobias Ludvigsson    |

1971 · 1972 · 1973 · 1974 · 1975 · 1976 · 1977 · 1978 · 1979 · 1980 · 1981 · 1982 · 1983 · 1984 · 1985 · 1986 · 1987 · 1988 · 1989 · 1990 · 1991 · 1992 · 1993 · 1994 · 1995 · 1996 · 1997 · 1998 · 1999 · 2000 · 2001 · 2002 · 2003 · 2004 · 2005 · 2006 · 2007 · 2008 · 2009 · 2010 · 2011 · 2012 · 2013 · 2014 · 2015 · 2016 · 2017 · 2018 · 2019 · 2020 · 2021 · 2022 · 2023 · 2024 · 2025
Etappewedstrijden

 Ster van Bessèges ·
 Ronde van de Middellandse Zee ·
 Ruta del Sol ·
 Ronde van de Algarve ·
 Ronde van de Haut-Var ·
 Driedaagse van West-Vlaanderen ·
 Internationale Wielerweek ·
 Internationaal Wegcriterium ·
 Driedaagse van De Panne-Koksijde ·
 Ronde van de Sarthe ·
 Ronde van Trentino ·
 Ronde van Turkije ·
 Vierdaagse van Duinkerke ·
 Ronde van Azerbeidzjan ·
 Szlakiem Grodów Piastowskich ·
 Ronde van Castilië en León ·
 Ronde van Picardië ·
 Ronde van Noorwegen ·
 World Ports Classic ·
 Ronde van Beieren ·
 Ronde van België ·
 Tour des Fjords ·
 Ronde van Estland ·
 Ronde van Luxemburg ·
 Boucles de la Mayenne ·
 Ster ZLM Toer ·
 Ronde van Slovenië ·
 Route du Sud ·
 Ronde van Oostenrijk ·
 Sibiu Cycling Tour ·
 Ronde van Wallonië ·
 Ronde van Portugal ·
 Ronde van Denemarken ·
 Ronde van de Ain ·
 Ronde van Burgos ·
 Arctic Race of Norway ·
 Ronde van de Limousin ·
 Ronde van Poitou-Charentes ·
 Ronde van Groot-Brittannië ·
 Ronde van Gévaudan Languedoc-Roussillon ·
 Eurométropole Tour
Eendaagse wedstrijden

 GP La Marseillaise ·
 Grote Prijs van de Etruskische Kust ·
 Trofeo Palma ·
 Trofeo Ses Salines ·
 Trofeo Serra de Tramuntana ·
 Trofeo Platja de Muro ·
 Trofeo Laigueglia ·
 Ronde van Murcia ·
 Omloop Het Nieuwsblad ·
 Classic Sud Ardèche ·
 GP Lugano ·
 Clásica de Almería ·
 Kuurne-Brussel-Kuurne ·
 La Drôme Classic ·
 Le Samyn ·
 GP Città di Camaiore ·
 Strade Bianche ·
 Roma Maxima ·
 Ronde van Drenthe ·
 Dwars door Drenthe ·
 Nokere Koerse ·
 GP Nobili Rubinetterie ·
 Handzame Classic ·
 Classic Loire-Atlantique ·
 Grote Prijs van Cholet-Pays de Loire ·
 Dwars door Vlaanderen ·
 Route Adélie de Vitré ·
 Volta Limburg Classic ·
 Grote Prijs Miguel Indurain ·
 Ronde van La Rioja ·
 Scheldeprijs ·
 GP Cerami ·
 Klasika Primavera ·
 Parijs-Camembert ·
 Brabantse Pijl ·
 GP Denain ·
 Ronde van de Finistère ·
 Tro Bro Léon ·
 Ronde van Keulen ·
 La Roue Tourangelle ·
 Rund um den Finanzplatz Eschborn-Frankfurt ·
 Ronde van de Somme ·
 ProRace Berlin ·
 Grote Prijs van Plumelec ·
 Boucles de l'Aulne ·
 Ronde van Zeeland Seaports ·
 GP Kanton Aargau ·
 Ronde van Limburg ·
 Ronde van de Apennijnen ·
 Halle-Ingooigem ·
 Prueba Villafranca de Ordizia ·
 GP Industria & Artigianato-Larciano ·
 Ronde van Toscane ·
 Circuito de Getxo ·
 Polynormande ·
 RideLondon Classic ·
 GP Stad Zottegem ·
 Arnhem-Veenendaal Classic ·
 Châteauroux Classic de l'Indre ·
 Druivenkoers Overijse ·
 Brussels Cycling Classic ·
 GP Fourmies ·
 Ronde van de Doubs ·
 GP Jef Scherens ·
 Coppa Bernocchi ·
 GP van Wallonië ·
 Coppa Agostoni ·
 Ronde van de Drie Valleien ·
 Kampioenschap van Vlaanderen ·
 Grote Prijs Impanis-Van Petegem ·
 Memorial Marco Pantani ·
 GP Industria & Commercio di Prato ·
 GP van Isbergues ·
 Omloop van het Houtland ·
 Duo Normand ·
 Milaan-Turijn ·
 Ronde van het Münsterland ·
 Ronde van de Vendée ·
 Memorial Frank Vandenbroucke ·
 Coppa Sabatini ·
 Parijs-Bourges ·
 Ronde van Emilia ·
 Parijs-Tours ·
 GP Beghelli ·
 Nationale Sluitingsprijs ·
 Chrono des Nations